# Сеймур-Конвей, Френсис, 1-й маркиз Хартфорд
Френсис Сеймур-Конвей, 1-й маркиз Хартфорд  (англ. Francis Seymour-Conway, 1st Marquess of Hertford; 5 июля 1718-14 июня 1794) — британский придворный и политик.

## Титулы
- 1-й маркиз Хартфорд (с 5 июля 1793)
- 1-й граф Хартфорд (с 3 августа 1750)
- 1-й граф Ярмут (с 5 июля 1793)
- 1-й виконт Бошан (с 3 августа 1750)
- 2-й барон Конуэй из Киллалтаха, графство Антрим (с 3 февраля 1732)
- 2-й барон Конуэй из Рэгли, графство Уорикшир (с 3 февраля 1732).

## Предыстория
Хартфорд родился 5 июля 1718 года в Челси, Лондон. Сын Фрэнсиса Сеймура-Конвея, 1-го барона Конвея (1679—1732), и Шарлотты Шортер (ок. 1683—1733/1734), дочери Джона Шортера из Байбрука. Он был потомком Эдварда Сеймура, 1-го герцога Сомерсета. Он унаследовал баронство после смерти своего отца в 1732 году. Первые несколько лет после смерти отца он провел в Италии и Париже. По возвращении в Англию он занял свое место в Палате лордов Великобритании в качествен 2-го барона Конвея в ноябре 1739 году. Генри Сеймур-Конвей, политик и военный, был его младшим братом.

## Политическая карьера
В августе 1750 года для Фрэнсиса Сеймура-Конвея были созданы титулы 1-го виконта Бошана и 1-го графа Хартфорда, оба титула ранее были созданы для его предка Эдварда Сеймура, 1-го герцога Сомерсета, лорда-протектора Англии, и были утрачены после его ареста и казни в 1552 году. Семья Сеймур унаследовала часть феодального баронства Хатч-Бошан в Сомерсете, женившись на наследнице Сайсели Бошан (ум. 1393). В 1755 году, по словам Хораса Уолпола, 4-го графа Орфорда, «граф Хартфорд, человек безупречной морали, но слишком мягкий и осторожный, чтобы бороться со столь самонадеянным двором, был назначен послом в Париж». Он назначил Дэвида Юма своим секретарем, который написал о нём: «Я не верю, что в Мире есть человек более честный и гуманный, наделенный очень хорошим Пониманием и украшенный очень элегантными Манерами и поведением». Однако из-за требований французов поездка в Париж была приостановлена. С 1751 по 1766 год он был лордом опочивальни короля Георга II и Георга III. В 1756 году он был произведен в рыцари Ордена Подвязки, а в 1757 году он стал лордом-лейтенантом и хранителем рукописей графства Уорикшир и города Ковентри.
В 1763 году Фрэнсис Сеймур-Конвей стал тайным советником и с октября 1763 по июнь 1765 года был действующим послом в Париже. Он был свидетелем печальных последних месяцев мадам де Помпадур, которой он восхищался, и написал для неё добрую эпитафию. Осенью 1765 года он стал лордом-лейтенантом Ирландии, где его, как честного и религиозного человека, хорошо любили. Анонимный сатирик в 1777 году описал его как «худшего человека во владениях Его Величества», а также подчеркнул жадность и эгоизм Хартфорда, добавив: «Я не могу найти для него другого термина, кроме скупого». Однако эта анонимная атака, похоже, не оправдана.
В 1782 году, когда ей было всего пятьдесят шесть, его жена умерла после того, как ухаживала за их внуком на Фордс-Фарм, Темз-Диттон, где она сильно простудилась. По словам Хораса Уолпола, «Потеря лорда Хартфорда неизмерима. Она была не только самой любящей женой, но и самой полезной, и почти единственным человеком, которого я когда-либо видел, который никогда не пренебрегал, не откладывал и не забывал ничего из того, что нужно было сделать. Она всегда вела себя прилично, будь то в высшей жизни или в самой домашней». (Уолпол несколько раз посещал ферму Форда из своей резиденции в Строберри-Хилл, Твикенхэм.) В течение двух лет после смерти жены лорд Хартфорд продал ферму Форда миссис Шарлотте Бойл Уолсингем, а ещё два года спустя она перестроила поместье, построив новый особняк, который она назвала Бойл-Фарм, название, которое используется до сих пор.
В июле 1793 года Фрэнсис Сеймур-Конвей был назначен 1-м маркизом Хартфордом с дополнительным титулом графа Ярмута. Он носил титул этот титул почти год, пока не умер в возрасте семидесяти шести лет 14 июня 1794 года в доме своей дочери, графини Линкольн. Он умер в результате инфекции после незначительной травмы, полученной во время верховой езды. Он был похоронен в Эрроу, Уорикшир.

## Брак

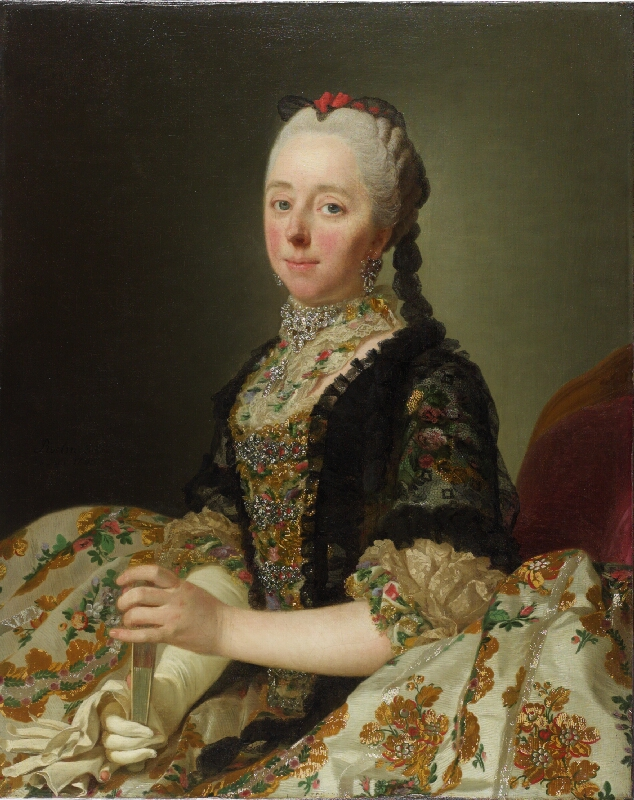
Изабелла Сеймур-Конвей, графиня Хартфорд, портрет Александра Рослин (1765 год), Художественная галерея Хантера, Университет Глазго

29 мая 1741 года лорд Хартфорд женился на леди Изабелле Фицрой (1726 — 10 ноября 1782), дочери Чарльза Фицроя, 2-го герцога Графтона, и леди Генриетты Сомерсет. Её дедом был Генри Фицрой, 1-й герцог Графтон (1663—1690), незаконнорожденный сын короля Англии Карла II Стюарта. От жены у него было тринадцать детей:
- Фрэнсис Ингрэм-Сеймур-Конвей (12 февраля 1743 — 28 июня 1822), 2-й маркиз Хартфорд с 1794 года, старший сын и преемник отца
- Леди Энн Сеймур-Конвей (1 августа 1744 — 4 ноября 1784), замужем за Чарльзом Муром, 1-м маркизом Дрохеда.
- Лорд Генри Сеймур[англ.] (15 декабря 1746 — 5 февраля 1830)
- Леди Сара Фрэнсис Сеймур-Конвей (27 сентября 1747 — 20 июля 1770), замужем за Робертом Стюартом, 1-м маркизом Лондондерри.
- Лорд Роберт Сеймур-Конвей[англ.] (20 января 1748 — 23 ноября 1831)
- Леди Гертруда Сеймур-Конвей (9 октября 1750 — сентябрь 1793), замужем за Джорджем Мейсоном-Вильерсом, 2-м графом Грандисоном[англ.].
- Леди Фрэнсис Сеймур-Конвей (4 декабря 1751 — 11 ноября 1820), вышла замуж за Генри Файнса Пелэма-Клинтона, графа Линкольна, сына Генри Файнса Пелэма-Клинтона, 2-го герцога Ньюкасла.
- Преподобный достопочтенный Эдвард Сеймур-Конвей (1752—1785), каноник Крайст-черча, Оксфорд, не женат
- Леди Элизабет Сеймур-Конвей (1754—1825), умерла незамужней
- Леди Изабелла Рейчел Сеймур-Конвей (25 декабря 1755—1825), замужем за Джорджем Хаттоном, членом парламента.
- Адмирал лорд Хью Сеймур[англ.] (29 апреля 1759 — 11 сентября 1801), женился на леди Энн Горации Уолдегрейв, дочери Джеймса Уолдегрейва, 2-го графа Уолдегрейва
- Лорд Уильям Сеймур-Конвей (29 апреля 1759 — 31 января 1837), женат с 1798 года на Марте Клитроу, дочери полковника Джеймса Клитроу.
- Лорд Джордж Сеймур-Конвей[англ.] (21 июля 1763 — 10 марта 1848). Он женился на Изабелле Гамильтон, внучке Джеймса Гамильтона, 7-го графа Аберкорна, и был отцом сэра Джорджа Гамильтона Сеймура, британского дипломата.

Известно, что он сам не страдал какими-либо психическими отклонениями, но среди его потомков появилась заметная эксцентричность, даже безумие: развратное поведение его внука, 3-го маркиза, и самоубийство другого внука, виконта Каслри, были приписаны безумию, которое, как предполагается, передается по наследству в семье Сеймура Конвея.
Лорд Хартфорд умер в графстве Суррей, Англия.